# Granida

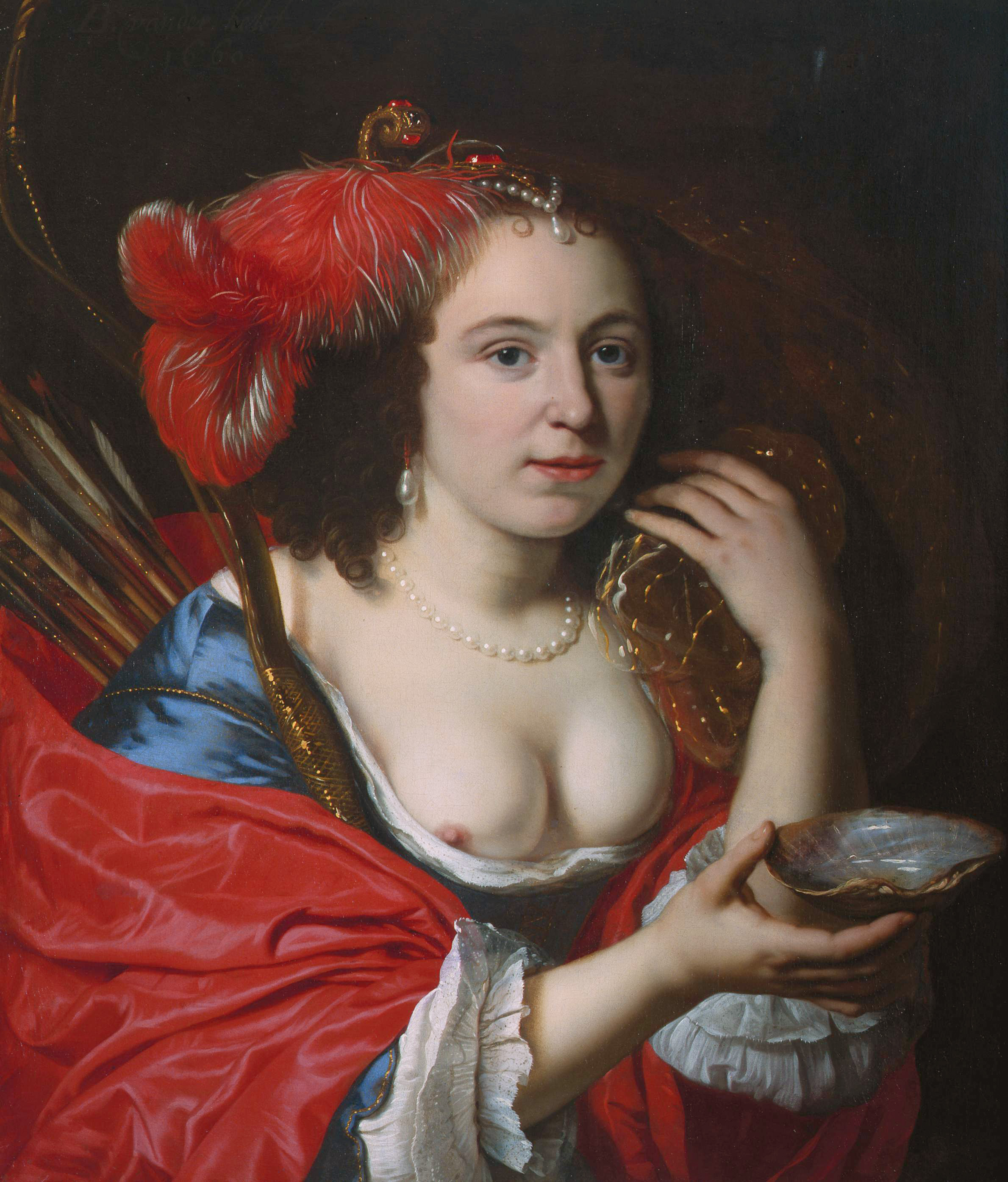
Portret van Anna du Pire, de echtgenote van Bartholomeus van der Helst, en door hem geportretteerd als de perzische prinses Granida met een boog en pijlen over haar rechterschouder en een schelp met water in haar rechterhand.

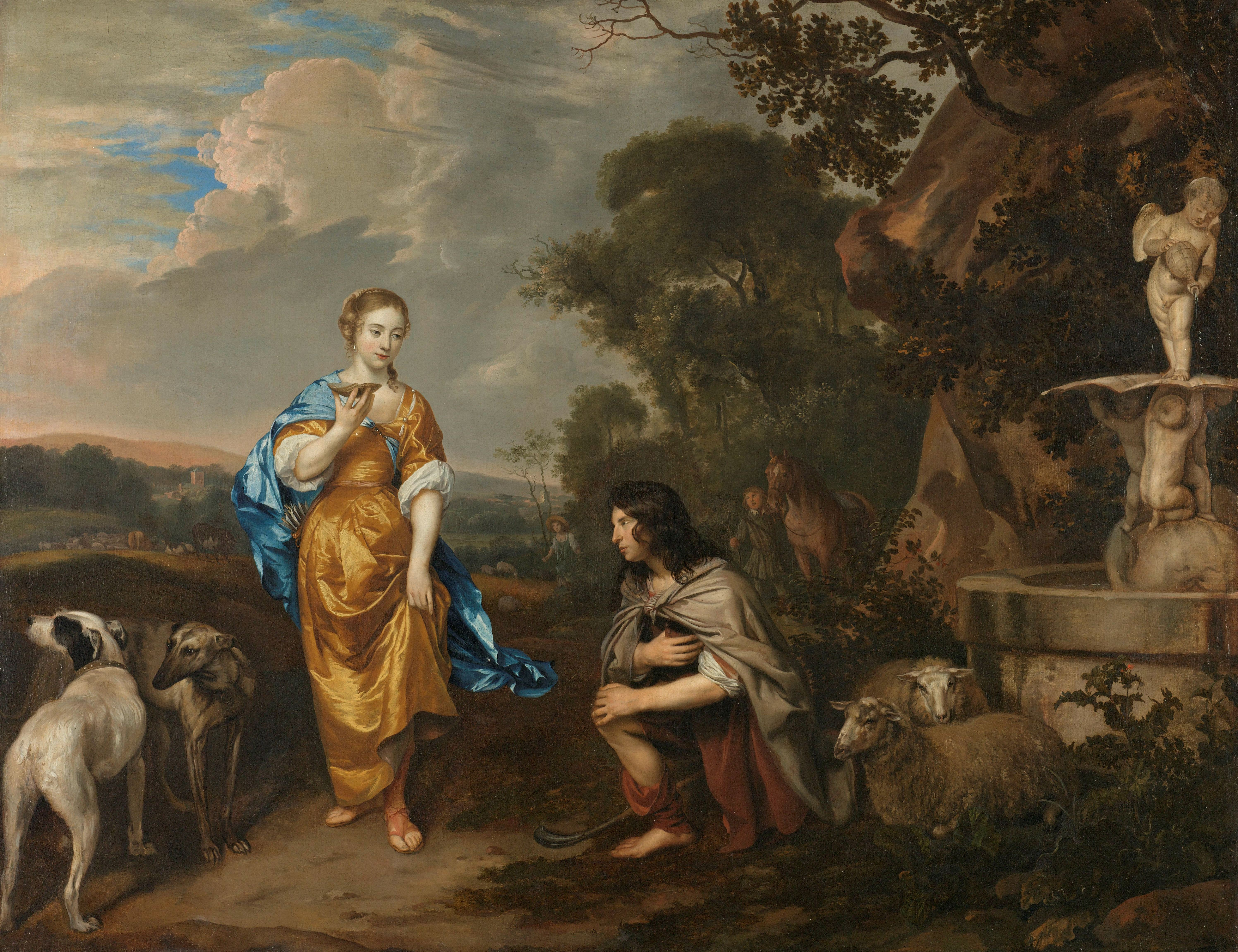
Dubbelportret van een jong paar afgebeeld als princes Granida en herder Daifilo in een Italiaans landschap i.p.v. in Perzië waar het originele stuk zich afspeelt. Granida staat links met enkele jachthonden en een schelp met water in de hand, rechts knielt Dailio met enkele schapen bij een fontein met putti. Door Jan Mijtens, collectie Rijksmuseum Amsterdam.

Granida is een bucolisch toneelstuk dat in 1605 is geschreven  door Pieter Corneliszoon Hooft.
Op 1 maart 1605 voltooide de Amsterdamse dichter, toneelschrijver en -vernieuwer Pieter Corneliszoon Hooft (1581-1647) zijn spel Granida. Aangezien hij in 1603 met het stuk is begonnen, heeft hij waarschijnlijk vrij lang aan dit stuk gewerkt. 

## Inspiratie
De jonge Hooft vond voor "Granida" vrijwel zeker inspiratie in zijn omgang met de Amsterdamse koopmansdochter Ida Quekels. Zij was zijn grote jeugdliefde. Een andere inspiratiebron was waarschijnlijk zijn langdurige verblijf - rond 1600 - in Italië. Daar leerde hij de nieuwste literatuur en muziek kennen.

## Genre
In de literatuurgeschiedenis gaf men Granida gewoonlijk het etiket van pastorale of herdersspel, een genre dat in de zestiende eeuw vanuit Italië zijn triomftocht door West-Europa was begonnen. Zoals meer literaire genres had ook de pastorale literatuur zijn wortels in de klassieke oudheid en kwam in de renaissance opnieuw tot leven. Pastorale teksten symboliseren de vlucht uit de oververfijnde, decadente beschaving van hof en aristocratie naar het ogenschijnlijk ongecompliceerde leven op het land.
De vraag is echter of Granida wel een pastoraal spel is. We zien dit in feite alleen terug in het eerste bedrijf, dat in de herderswereld speelt. Het tweede, derde en vierde bedrijf spelen zich af aan het hof. Het vijfde bedrijf speelt zich zowel op het land als ten slotte weer aan het hof af. De twee werelden lopen dus voortdurend door elkaar. Men spreekt dan ook wel van een hof- en landspel, maar dat is geen bestaande term. Hooft zelf heeft het probleem omzeild door te kiezen voor de aanduiding spel, waarmee hij in feite aangaf dat Granida geen tragedie of komedie was.

## Inhoud
Het spel is gesitueerd in Perzië en begint op het land waar we getuige zijn van een lichtvoetig “muzikaal” erotisch gesprek van aantrekken en afstoten tussen de herder Daifilo en de herderin Dorilea. Dan verschijnt prinses Granida, die van haar jachtgezelschap is afgedwaald. Zij maakt zo veel indruk op Daifilo dat hij alle aandacht voor Dorilea verliest. Granida van haar kant wordt getroffen door het hoffelijke gedrag van Daifilo.
Het tweede bedrijf verplaatst ons naar het Perzische hof waar Daifilo zich blijkt te bevinden. Hij is in dienst getreden van Tisiphernes, een aanzienlijk hoveling, die dingt naar de hand van Granida, de dochter van de koning. Hij heeft echter een mededinger in de onbehouwen Ostrobas, een Parthische prins, die op hoge toon de hand van Granida eist. Een tweegevecht tussen Ostrobas en Tisiphernes zal moeten uitmaken aan wie Granida zal worden toegewezen als echtgenote. Dan biedt Daifilo aan de plaats van Tisiphernes in te nemen, achter een gesloten vizier zal niemand hem herkennen. Na enige aarzeling accepteert Tisiphernes. Daifilo overwint Ostrobas en doodt hem. Granida is nu de bruid van Tisiphernes, maar zij is zich intussen bewust geworden van haar gevoelens voor Daifilo. Voor het huwelijk kan worden gesloten beramen Granida - het gaat van haar uit - en Daifilo die elkaar hun liefde hebben bekend, een ingenieus plan om de prinses te schaken waarin ook de Voedster wordt betrokken. Deze bericht vervolgens Tisiphernes en de koning, met veel misbaar, dat de godin Minerva Granida naar de “hemel” heeft gehaald om haar onder de goden op te nemen. Tisiphernes is zo ondersteboven, dat hij zijn status opgeeft, het gezag over zijn gebieden overdraagt aan Daifilo die dat weigert, en een leven gaat leiden als dolende ridder. De koning rest niets anders dan de situatie te accepteren, Daifilo houdt zich onnozel en speelt het spel mee.
Inmiddels zijn we in het vijfde bedrijf en het is nacht. De geest van de vermoorde Ostrobas verschijnt aan zijn vertrouweling Artabanus en beveelt hem wraak te nemen op Daifilo. De beide gelieven, minnekozend op het land, worden vervolgens overvallen door Artabanus, die hen wil doden. Maar op het juiste moment verschijnt de dolende ridder Tisiphernes om hen te ontzetten en Artabanus gevangen te nemen. Dan volgt de ontknoping en komt alles uit. Tisiphernes, ontroerd door zoveel liefde tussen twee mensen van verschillende afkomst, schenkt hun vergiffenis en men trekt gezamenlijk naar het hof om de koning op de hoogte te stellen. Deze verzoent zich met zijn dochter, accepteert Daifilo als schoonzoon, en het huwelijk kan worden gesloten.

## Thematiek
Het belangrijkste thema van het stuk is de dualiteit tussen de platonisch-idealistische liefde en de aards gerichte erotiek, de Min. Alleen als deze twee volledig samengaan, kan een harmonisch geluk ontstaan. Vanaf het moment dat hij Granida heeft gezien, kent Daifilo maar een doel: Granida te beminnen vanuit een diepe zielsverwantschap. Tegelijkertijd weet hij dat deze wens voor hem onvervulbaar is vanwege de maatschappelijke verschillen. Hij kan proberen in de nabijheid van Granida te komen, maar zij alleen kan de beslissende stap nemen. Zij doet dat ook als zij eenzelfde zielsverwantschap met Daifilo bij zichzelf vaststelt en tot het inzicht komt dat verschil in stand niets zegt, maar dat de deugd de mens verheft en edel maakt.
Het tweede thema is de tegenstelling tussen het hof en het land, tussen een gecorrumpeerde schijnwereld en een “onbedorven” landleven. Hooft wijkt in zoverre af van de Franse en Italiaanse pastorales, dat hij beide werelden opvoert en niet blijft staan bij het idyllische herdersleven. Hij laat zijn hoofdpersonen uiteindelijk zelfs hun bestemming aan het hof vinden, waarmee hij zijn publiek van lezers en toeschouwers door middel van een positief voorbeeld op hun maatschappelijke verantwoordelijkheid wijst. Opmerkelijk is wel bij Daifilo de snelle metamorfose van eenvoudige herder tot volmaakte hoveling, die, als hem dat uitkomt, ook de corrupte gewoontes van het hof overneemt en met een stalen gezicht de koning en Tisiphernes een verhaal op de mouw laat spelden.

## Structuur
Het stuk is, zoals de meeste spelen uit de Renaissance, verdeeld in vijf bedrijven. Dat Hooft een vernieuwer is, blijkt uit de introductie van de Rei. Dat wil zeggen dat hij het anonieme koor uit zijn vroegere spelen heeft vervangen door collectieve personages die gespecificeerde groepen, zoals de Rei van Herderinnen en de Rei van Jofferen, verbeelden. De Reien zijn direct betrokken bij de gebeurtenissen en geven daardoor hun oordeel ook niet vanuit een zekere distantie, maar vanuit een sterke betrokkenheid. Spannende scènes als het duel, de geestverschijning en de overval op de gelieven zorgen voor de nodige afwisseling.
Opvallend is het verschil in toon: de dialoog tussen Daifilo en Dorilea is uiterst lichtvoetig en speels, vanaf het moment dat Granida het toneel betreedt, overheerst de ernst en gaat Hooft over op de plechtige alexandrijn.
Een van de grote charmes van het stuk is het muzikale element met vooral in het eerste bedrijf de verschillende liederen die op het toneel werden gezongen. Ook de reien werden gezongen. Afgezien van deze specifieke elementen zal muziek door het hele stuk heen een grote rol hebben gespeeld. Dit alles zal zeker bijgedragen hebben aan de populariteit van Granida.

## Ontvangst en populariteit
We weten zeker dat het stuk gespeeld is door de Amsterdamse rederijkerskamer De Eglantier, waarvan Hooft vele jaren de leiding heeft gehad. Hoewel we over de ontvangst ervan niets weten, kunnen we wel afleiden dat Granida vanaf de eerste opvoeringen populair moet zijn geweest. Dat blijkt uit het feit dat liedjes als Het vinnig stralen van de zon en Windeken waar het bos af drilt al snel opduiken in liedboeken en door andere dichters worden nagevolgd. Ook personages uit het stuk, vooral Granida zelf, waren geliefd bij lieddichters en doken op in liedbundels.
In de zeventiende eeuw stond Granida regelmatig op het repertoire van de Amsterdamse Schouwburg en bleek het, gezien de recettes, een publiekstrekker te zijn.
Behalve dichters vonden ook schilders hun inspiratie in het stuk dat hun blijkbaar aantrekkelijke onderwerpen bood. We kennen dan ook een groot aantal schilderijen die gebeurtenissen uit Granida weergeven. De meest afgebeelde was de zogenaamde ontmoetingsscène uit het eerste bedrijf waarin Daifilo prinses Granida een schelp met water aanbiedt. Deze scène leende zich ook het best als huwelijksportret waarbij dames van goeden huize zich lieten vereeuwigen als Perzische prinses, vaak samen met hun als herder verklede echtgenoot. De andere scène die we tegenkomen is die uit het vijfde bedrijf waar het verliefde paar wordt overvallen door Artabanus en zijn mannen. De meest bekende afbeelding daarvan uit 1625 – te zien in het Centraal Museum in Utrecht – is van de hand van niemand minder dan de Haagse hofschilder Gerard van Honthorst.
Dit alles maakt duidelijk dat Hoofts Granida in de zeventiende eeuw niet alleen een groot publiek moet hebben aangesproken, maar ook voor dichters en beeldende kunstenaars een bron van inspiratie is geweest. In 2009 is Granida opnieuw op de planken gebracht door Stichting Ipermestra.

## In de negentiende eeuw
Toen in de negentiende eeuw de belangstelling voor de geschiedenis van de Nederlandse letterkunde groeide, werd ook Granida object van onderzoek. Al snel verschenen de eerste tekstuitgaven in befaamde reeksen als de Zwolse herdrukken en het Klassiek Letterkundig Pantheon. Vanaf dat moment was Granida voor veel leraren in het voortgezet onderwijs een aantrekkelijke tekst om op school met leerlingen te behandelen. Ook in het universitair onderwijs werd er altijd veel aandacht aan besteed. Hele generaties leerlingen en studenten hebben zo met het stuk kennis gemaakt of hebben er in school- of andere interne uitvoeringen zelfs een rol in gespeeld. Tot echte theateruitvoeringen is het echter nooit gekomen. 

## Muzikale aspecten: de twintigste eeuw
In de laatste decennia van de twintigste eeuw ontstond er voor het eerst echt belangstelling voor de muzikale aspecten van het stuk en kwam men op dat gebied tot nieuwe inzichten over de rol van muziek in het zeventiende-eeuwse theater. Deze ontwikkelingen hebben ervoor gezorgd dat Granida in 2009 na zoveel eeuwen voor het eerst weer echt als muzikaal spel op het toneel werd gebracht, in en regie van Wim Trompert en met Tania Kross in de cast.